# Berenguer de Vilaragut
Berenguer de Vilaragut fou un almirall del Regne de Sicília al servei de Jaume el Just. Casat amb Gueraua de Sarrià, tingué un fill, Berenguer de Vilaragut i de Sarrià.
Mentre Roger de Llúria atacava el Llenguadoc el febrer de 1286, Bernat de Sarrià i Berenguer de Vilaragut atacaven la costa de la Pulla l'estiu del mateix any com a venjança per la invasió, encarnada en la sacrosanta croada contra la Corona d'Aragó, que els francesos van fer al Principat de Catalunya uns mesos abans, amb la intenció de minvar les possibilitats d'aprovisionament de naus i homes per al bàndol angeví en la Guerra de Sicília (1282-1289). Bernat de Sarrià, amb dotze galeres va atacar Capri, Pròcida, Gaeta, Astura, Sorrento i Possitano, mentre que Berenguer de Vilaragut, amb vint galeres, després de bloquejar tres dies el port de Bríndisi, va atacar Corfú i va retornar a Messina.